# Nicola Riganti
Nicola Riganti, italijanski rimskokatoliški duhovnik, škof in kardinal, * 24. marec 1744, Molfetta, † 31. avgust 1822.

## Življenjepis
14. avgusta 1768 je prejel duhovniško posvečenje.
8. marca 1816 je bil imenovan za škofa Ancone e Numane, povzdignjen v kardinala in imenovan za kardinal-duhovnika Ss. Marcellino e Pietro.
21. aprila 1816 je prejel škofijsko posvečenje.